# Kuchinoerabu-jima

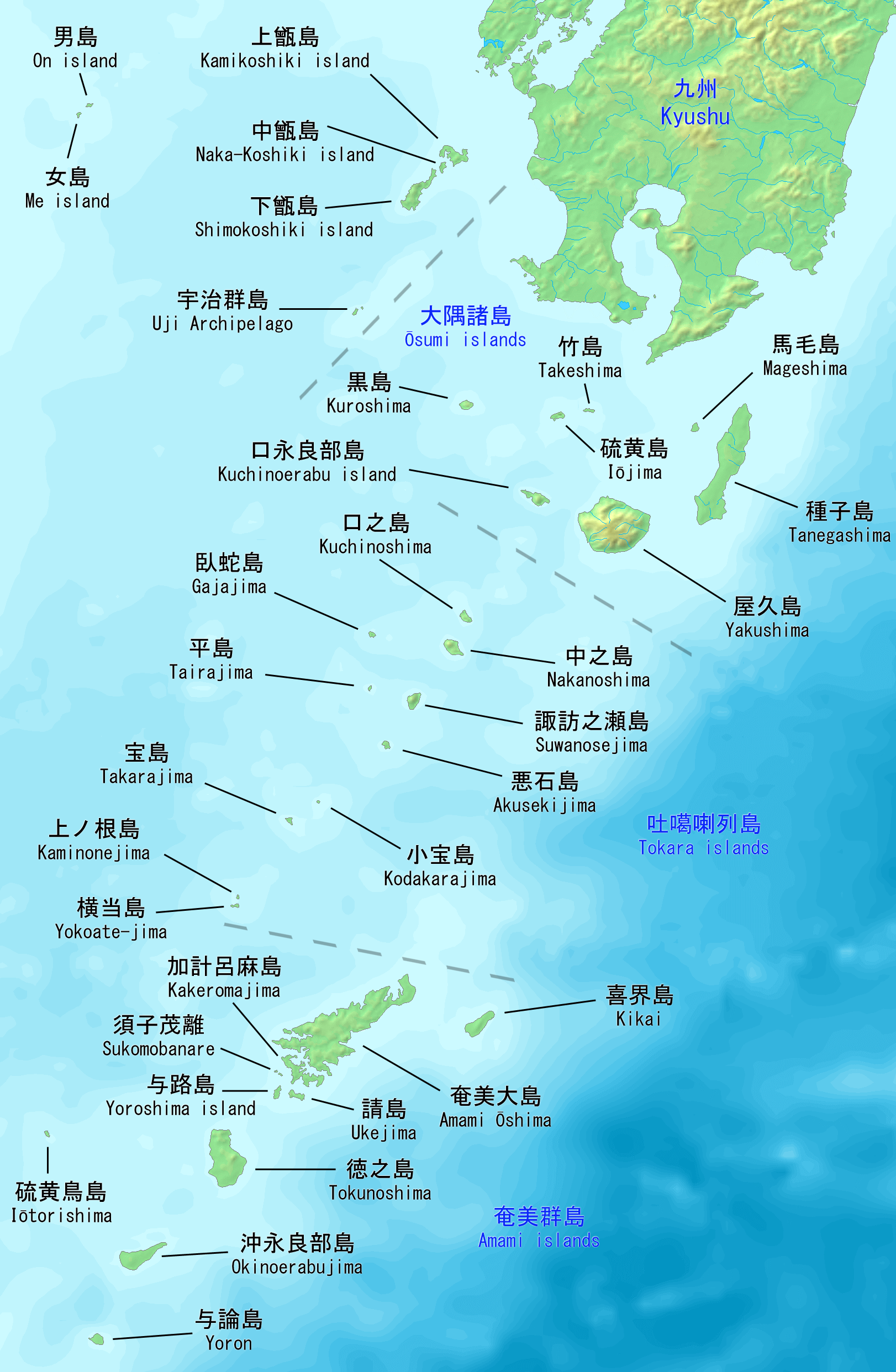
Lägeskarta

Kuchinoerabu-jima (japanska  (口永良部島?) Kuchino-erabu-jima eller Kuchierabu-jima) är en ö bland Osumiöarna i nordvästra Stilla havet som tillhör Japan.

## Geografi
Kuchinoerabu-jima ligger cirka 60 kilometer söder om Kyushuön och cirka 130 km söder om Kagoshima. 
Ön är av vulkaniskt ursprung och har en areal om cirka 38 km² med en längd på cirka 12 km och är cirka 5 km bred. Klimatet är subtropiskt. De högsta höjderna är vulkantopparna Furu-dake på cirka 657 m ö.h. och Shin-dake på cirka 640 m ö.h. Det finns flera onsen (heta källor) på ön som till exempel Nemachi-no-tategami, Nosaki-no-tategami, Nemachi Onsen, Nishinoyu Onsen och Yumuki Onsen.
Befolkningen uppgår till cirka 170 invånare. Förvaltningsmässigt tillhör ön kommunen Yakushima som även består av grannön Yakushima och ingår i Kagoshima prefektur.
Ön kan endast nås med fartyg då den saknar flygplats. Det finns regelbundna färjeförbindelse med Yakushima som ligger endast cirka 15 km österut. Restiden är cirka 1 timme.

## Historia
Det är osäkert när ön upptäcktes, de första dokumenterade omnämnandena finns i boken Nihonshoki från 720-talet.
Ön utgjorde fram till 1624 en del i det oberoende kungadöme, Kungariket Ryukyu.
1609 invaderades Ryūkyūriket av den japanska Satsumaklanen under den dåvarande Daimyo som då kontrollerade området i södra Japan. Ögruppen införlivades 1624 i Satsumariket.
1879 under Meijirestaurationen införlivades riket i Japan, och ön blev först del i länet Ōsumi no Kuni (Ōsumi-provinsen) och senare del i Kagoshima prefekturen.
Öns aktiva vulkan Shindake har haft flera utbrott i modern tid, bland annat den 24 december 1933 då flera människor omkom när lavamassor begravde flera byar och senast 1980.
Under Andra världskriget ockuperades området våren 1945 av USA som förvaltade öarna fram till 1953 då de återlämnades till Japan.
1973 införlivades området i Kagoshima-distriktet som del i Kagoshimaprefekturen.